# Je te rends ton amour
Je te rends ton amour (рус. Я возвращаю тебе твою любовь) — второй сингл с пятого студийного альбома Innamoramento французской певицы Милен Фармер, выпущенный 8 июня 1999 года. Песня вошла в десятку хит-парада Франции, а неоднозначный и провокационный клип вызывал повышенное внимание общественности и подвергся цензуре на некоторых каналах.

## История сингла
После выпуска клипа на песню L'Âme-stram-gram ходили слухи, что вторым синглом с альбома Innamoramento станет «Dessine-moi un mouton», вдохновленный повестью Антуана де Сент-Экзюпери «Маленький принц» и описыващий крушение самолета. Однако, эта информация не подтвердилась — Милен решила сделать вторым синглом свою любимую песню «Je te rends ton amour». Благодаря этому синглу альбом оставался на вершинах чартов продаж на протяжении лета 1999 года.
Сингл был издан в различных форматах, в том числе и в качестве ремиксов, выпущенных Perky Park. Фотография, использованная для обложки сингла, выполнена фотографом Марино Паризотто (фр. Marino Parisotto), изображает Фармер «замученной и обезглавленной». Дизайнер Генри Ной особенно гордился тем, что выпустил бархатный конверт, в котором находился крестовидный компакт диск.

## Лирика и музыка
Лирика песни содержит несколько отсылок к живописи Эгона Шиле (его имя звучит в припеве), австрийскому живописцу, родившемуся в 1890 году, и умершему в возрасте 28 лет. Шиле в основном писал худощавых рыжеволосых женщин, за что и ценим Милен. Его картина, «Femme nue debout» упомянута в треке. Французский живописец Поль Гоген также упоминается в лирике песни. В сингле Фармер отождествляет себя с натурщицей с полотна «La Femme nue debout». Милен также использует топографическую стилистику подписи Шиле в названии песни на обложках винилового и дискового издания сингла. Согласно Эрвану Шаберу (фр. Erwan Chuberre), песня исполнена «c сильной любовью, не вмещающей всю тяжесть работ художника».

## Видеоклип

### Производство и сюжет
Кровавые сцены наготы и насилия в церкви перед распятием стали настоящим испытанием для музыкального видео «Je te rends ton amour» перед цензорами из Высшего совета по телерадиовещанию. Впервые, за всю карьеру Фармер, режиссёром клипа выступал Франсуа Анс (фр. François Hans). Клип был снят в течение двух дней в аббатстве Нотр-Дам-дю-Валь Мэриэл (фр. Notre-Dame-du-Val Mériel). На его производство кампании «Requiem Publishing» и «Stuffed Monkey» потратили приблизительно 100.000 евро. Сценарий был написан самой Милен.
В начале клипа мы видим слепую Милен, одетую в розовое платье с Библией в руке. Она выходит из туннеля и идет по лесу, касаясь деревьев, чтобы определить своё местонахождение. Постепенно она приближается к церкви, где останавливается в исповедальне. За ней следует дьявол в образе человека, одетого в чёрную рясу. Милен открывает Библию, написанную Шрифтом Брайля, снимает кольцо и начинает читать книгу, двигая пальцами по страницам. Дьявол, тем временем, погружает ладонь с длинными ногтями в чашу со святой водой (от воды идет пар), одним взмахом руки гасит тринадцать свечей и сбивает стулья, затем двигается в исповедальню (со стороны священника). Крупным планом показывают желтые глаза дьявола. Несколько раз мелькает скульптура Христа, ангела, гаргульи. На руках Милен появляются стигматы. Дьявол хватает Милен за шею и пытается удушить. Милен, сопротивляясь, цепляется за красную ткань. Статуя ангела, находящаяся на колонне, падает и разбивается на осколки. Далее обнаженная Милен сидит на деревянной балке в позе зародыша. Её рот завязан белой тканью, а руки связаны веревкой. Мелькают кадры надгробия, с которого слетает пыль. На нём можно прочесть — «Demonas». Дьявол снимает повязки и начинает ласкать Милен руками. Кровь растекается по полу. Дьявол уходит, опустив руку в чашу, вода в которой превратилась в кровь. Прозревшая Милен в чёрном одеянии, оставив кольцо в красной луже, уходит из храма.

### Критика и символизм
Видео породило множество споров во Франции из-за сцен наготы, крови и очевидной критики Христианской церкви. Его назвали «чересчур смелым». Высший совет по телерадиовещанию дал отрицательной заключение, но не запрещал телевизионным каналам показывать его. Комитет, главным образом состоящий из домохозяек, решил транслировать сокращенную версию клипа, дабы не травмировать психику детей. Так канал M6 транслировал двухминутную версию клипа, оканчивающуюся нападением демона на Милен во втором припеве. В ответ на подобную цензуру Фармер попросила Ганса сократить провокационные сцены клипа для показа по TV, и решила выпустить полную VHS-версию клипа с буклетом и раннее неопубликованными фотографиями, выполненные Клодом Гасьяном (фр. Claude Gassian). Все доходы от продажи (70.000) были направлены в организацию Sidaction, организующую борьбу против СПИДа. В 2000 году Милен в интервью французскому музыкальному каналу MCM так высказалась о цензуре:

«У видео не было цели шокировать [публику] любой ценой, заинтересовать вас. Я работаю со многими вещами, в том числе тернистыми и запретными. Это — риск… Теперь цензура, особенно во Франции, стала слишком придирчива и нападает на что угодно, и это досадно!»
Оригинальный текст (фр.) "Ça n'a aucun intérêt de vouloir choquer à tout prix pour qu'on s'interesse à vous. Il se trouve que j'aborde des sujets qui sont peut être un peu épineux voire tabous. Ç'est un risque... Maintenant, la censure, spécialement en France est un peu sévère et s'attaque à tout et n'importe quel sujet ce que je trouve vraiment regrettable!"

Видео «Je te rends ton amour» пронизывает символика, «объединяя эстетику, шок и глубокомысленные темы». У клипа есть несколько интерпретаций. Первая контекстная интерпретация дается, связывая итальянское название альбома Innamoramento, которое означает «Рождение любви». Сцена с омовением в крови, возможно, символизирует дьявольское крещение, показывая путь «перерождения» (такой вывод можно сделать исходя из «извращенного» понимания доктрины Христианской веры). Эта версию подтверждает поза зародыша, в которой находится Милен после омовения, и её обновление после ухода из церкви, освобождение от религиозного осуждения. Фактически, первоначально героиня клипа хотела оставить кольцо, представляющий собой символ любви, на Библии, но впоследствии кольцо оказывается в луже крови. Это говорит о героине как о «жене» Дьявола, как о женщине, которая хочет начать новую жизнь без религиозных запретов. Она «отказывается от догмы, церкви, Библии», предпочитая «свободный мир».

В журнале Voici французский психоаналитик Джозеф Мессинджер так охарактеризовал видео, подметив в нём много скрытых смыслов: 
 …Этот клип — настоящий сеанс экзорцизма, состоящий из непристойных сцен настолько, насколько вообще может состоять из них сценарий фильма ужасов. Персонаж извращённо освобождается от конфликтного прошлого, которое безнадёжно привязано к её настоящему. Героиня, испытывающая садистские побуждения в святотатственной атмосфере, в действительности молодая женщина, по сюжету хрупкая как кристал. Мы видим её, живущую в иллюзиях, и неспособную отвязаться от всеподавляющего образа отца. Парадоксально, но религиозная обстановка клипа разрушает образ персонажа, завлечённого больше верой, чем преклонением перед дьяволом, которого она вводит в сюжет. Очевидно речь идёт о папиной дочке, находящейся в перманентном конфликте с образом несуществующего отца… Она переводит типичную юношескую неспособность завязывать эмоциональный контакт с родственниками и влиться во взрослое общество… 
По его мнению, кровь ассоциирует святость, потерю девственности, грязь. Постепенно в видео Фармер теряет свою первоначальную чистоту. Стигматы говорят о боли, берущей своё начало в человеческом существовании. Библия, символ догматических взглядов, в клипе ассоциируется с запретом. Когда Милен пытается прочесть книгу, её наказывают за желание обладать знанием, распоряжаться которым могут только избранные (что наводит на аналогию с Евой и Змеем). Психолог Хьюго Роэр (англ. Hugues Royer) также предполагает, что видео обращается к теме потери девственности, и «крови, вытекающей из порванной девственной плевы, которая становится бурным потоком гемоглобина». Он также отмечает, что клип напомнил миру фильм Романа Полански «Ребенок Розмари», и был вдохновлен работами философа Жоржа Батая, который описал «религиозные чувства как корень зла». Это же влияние обнаружила Софи Кираля (фр. Sophie Khairallah), считая что клип частично цитирует роман «История глаза».

## Промоушен и живые выступления
Милен Фармер исполнила «Je te rends ton amour» в двух телешоу. Первый раз — в La Fureur du parc 19 июня. Шоу транслировалось в Парк де Пренс, в Париже. Фармер согласилась на исполнение песни, только при условии, что это выступление возглавит программу. Она внезапно появилась из-под земли на поднимающейся платформе. Второй раз Милен Фармер спела эту песню в 50 Ans de tubes, одетая в платье, сделанное Джоном Гальяно. Выступление проходило в галерее работ французского скульптора Цезаря в Провансе. Поскольку Фармер в туре 2000 года не разрешили надевать это же платье, она сама сшила похожий костюм.
«Je te rends ton amour» была исполнена в туре 1999 года. Милен была одета в красное платье с очень длинным подолом. Песня исполнялась на движущейся платформе, в то время как сцена постепенно наливалась красным цветом. В феврале и марте выступление было несколько переработано — был добавлен один повтор, изменена акапелла. Песня также исполнялась во время тура 2009 года, на который Фармер надела асимметричный пиджак. Сцена была залита красным светом. Песня была также добавлена в список треков Avant que l’ombre… à Bercy 2006 г., была спета во время репетиций, но в конце концов отклонена.

## Сторона B: «Effets secondaires»
CD single и CD maxi были единственными изданиями, содержащими песню «Effets secondaires» (рус. «Побочные эффекты»). В песне Милен страдает бессонницей из-за препарата с побочными эффектами. Фармер считает часы, ей слышатся тревожащие звуки. Она упоминает Фрэдди Крюгера, главного героя ряда фильмов Кошмар на улице Вязов, который убивал людей во сне. По своей структуре, в треке спеты только припевы, в то время как основной текст прочитан низком тоном голоса. Песня оканчивается длинным звонком будильника. Трек включен в альбом суперхитов Les Mots. С этой песней Милен ни разу не выступала ни на сцене, ни по телевидению.

## Критика трека, обзор чартов и продаж
Биограф и критик Шабер похвалил песню, сказав, что «Je te rends ton amour» наглядно демонстрирует как прогрессирует лирика певицы. В песне используется превосходный текст, «вмещающий тягостную любовь художника к своей работе». Мелодия, по его словам, «привлекает внимание своим очарованием», обложка сингла «обворожительна». Портят впечатления только ремиксы, которые отличились более низким качеством, по сравнению с аналогичными в «L'Âme-stram-gram».
Сингл продавался вяло. Во Франции он дебютировал с 10-го пикового места 12 июня, и вошёл в семнадцатую топ 10-ку лучших песен. Однако уже со следующей недели сингл резко упал, и так и оставался на низовых позициях чартов. Трек держался в течение 12 недель в топ-50, и двадцать недель в топ-100. Это был 78 бестселлер 1999 года во Франции, который продался хуже всего, по сравнению с другими синглами альбома Innamoramento.
В Бельгии (Валлония), сингл вошёл в Ультратоп 40 под 30 номером 19 июня, и достиг пика — 18 места на следующей неделе. В Ультратоп 40 он продержался десять недель По итогам года он занял 92 место в Бельгийском Ежегодном Чарте.

## Кавер-версии
В 2005 году песня была перепета группой Lo-Fi.

## Список композиций
Ниже приведен список треков и сингл-релизов «Je te rends ton amour»:
- CD single

| №  | Название                                 | Длительность |
| -- | ---------------------------------------- | ------------ |
| 1. | «Je te rends ton amour» (single version) | 5:05         |
| 2. | «Effets secondaires»                     | 3:50         |

- CD maxi — Digipack

| №  | Название                                                  | Длительность |
| -- | --------------------------------------------------------- | ------------ |
| 1. | «Je te rends ton amour» (single version)                  | 5:05         |
| 2. | «Je te rends ton amour» (redemption Perky Park club mix)  | 6:35         |
| 3. | «Je te rends ton amour» (illumination Perky Park dub mix) | 6:32         |
| 4. | «Effets secondaires»                                      | 3:50         |

- 12" maxi / 12" maxi — Picture disc — Limited edition (3,000)

| №  | Название                                                  | Длительность |
| -- | --------------------------------------------------------- | ------------ |
| 1. | «Je te rends ton amour» (redemption Perky Park club mix)  | 6:35         |
| 2. | «Je te rends ton amour» (single version)                  | 5:05         |
| 3. | «Je te rends ton amour» (illumination Perky Park dub mix) | 6:32         |

- Digital download

| №  | Название                                    | Длительность |
| -- | ------------------------------------------- | ------------ |
| 1. | «Je te rends ton amour» (album version)     | 5:12         |
| 2. | «Je te rends ton amour» (2000 live version) | 5:14         |

- CD single — Promo / CD single — Promo — Luxurious crucifix

| №  | Название                                 | Длительность |
| -- | ---------------------------------------- | ------------ |
| 1. | «Je te rends ton amour» (single version) | 4:52         |

- VHS / VHS — Promo

| №  | Название                        | Длительность |
| -- | ------------------------------- | ------------ |
| 1. | «Je te rends ton amour» (video) | 5:05         |

### История релизов
| Дата        | Лейбл   | Регион           | Формат            | Каталог   |
| ----------- | ------- | ---------------- | ----------------- | --------- |
| Май 1999    | Polydor | Франция, Бельгия | CD single — Promo | 9152      |
| Май 1999    | Polydor | Франция, Бельгия | 12" maxi — Promo  | 2992      |
| Май 1999    | Polydor | Франция, Бельгия | VHS — Promo       | —         |
| 1 июня 1999 | Polydor | Франция, Бельгия | CD single         | 561 118-2 |
| 1 июня 1999 | Polydor | Франция, Бельгия | 12" maxi          | 561 129-1 |
| 1 июня 1999 | Polydor | Франция, Бельгия | CD maxi           | 561 129-2 |

### Официальные версии
| Версия                          | Продолжительность | Альбом                                  | Ремикс от  | Год  | Комментарий |
| ------------------------------- | ----------------- | --------------------------------------- | ---------- | ---- | --- |
| Album version                   | 5:12              | Innamoramento, Les Mots                 | —          | 1999 | Смотри выше |
| Single version                  | 5:05              | —                                       | —          | 1999 | Эта версия почти идентична альбомной. |
| Promotional single version      | 4:52              | —                                       | —          | 1999 | Это укороченная версия, удалены некоторые ударные, в частности, барабан.                                                                                |
| Redemption Perky Park club mix  | 6:35              | —                                       | Perky Park | 1999 | Это танцевальная клубная версия песни. Музыкальная интерлюдия длится две минуты, куплеты отсутствуют, припев можно услышать только на четвёртой минуте. |
| Illumination Perky Park dub mix | 6:32              | —                                       | Parky Park | 1999 | Это тоже танцевальная версия песни. После двух минут вступления, Фармер поет первый куплет, затем припев и второй куплет.                               |
| Music video                     | 5:05              | Music Videos III, Music Videos II & III | —          | 1999 | |
| Live version (записана в 2000)  | 5:15              | Mylenium Tour                           | —          | 2000 | Эта live-версия во многом соответствует альбомной. Смотри Mylenium Tour                                                                                 |
| Live version (записана в 2009)  | 5:28              | N°5 On Tour                             | —          | 2009 | Смотри Mylène Farmer en tournée |

## Участники записи
Ниже приведен список лиц, участвовавших в создании сингла:
- Милен Фармер — лирика.
- Лоран Бутонна — музыка.
- Requiem Publishing — издание.
- Polydor — звукозаписывающая компания.
- Marino Parisotto Vay — фотография.
- Генри Ной / Com’N.B — дизайн.

## Чарты
| Чарт (1999)                      | Пиковая позиция |
| -------------------------------- | --------------- |
| Belgian (Wallonia) Singles Chart | 18              |
| French SNEP Singles Chart        | 10              |

| Чарт (1999)                      | Позиция |
| -------------------------------- | ------- |
| Belgian (Wallonia) Singles Chart | 92      |
| French Singles Chart             | 78      |

| Страна  | Сертифицированных | Физические продажи |
| ------- | ----------------- | ------------------ |
| Франция | —                 | 100,000            |